# Bicaz (rzeka)
Bicaz – rzeka w północnej Rumunii o długości 35 km. W mieście Bicaz uchodzi do rzeki Bystrzycy. W górnym odcinku rzeki Bicaz znajduje się jeden z przełomów w Karpatach – Przełom Bicaz.